# ریو تامورا
ریو تامورا (انگلیسی: Ryō Tamura؛ زادهٔ ۲۴ مهٔ ۱۹۴۶) هنرپیشه اهل ژاپن است.
از فیلم‌ها یا برنامه‌های تلویزیونی که وی در آن نقش داشته‌است می‌توان به ریکیو اشاره کرد.